# Karl Fritiof Sundman
Karl Fritiof Sundman, född 28 oktober 1873 i Kaskö, Finland, död 28 september 1949 i Helsingfors, var en finländsk astronom.

## Biografi
Sundman studerade i Helsingfors, var 1894–1897 assistent vid den astrofotografiska avdelningen av Helsingfors observatorium, uppehöll sig 1897–1899 i Pulkovo, sysselsatt med att under Backlund utge Hugo Gyldéns efterlämnade arbeten.
Sundman blev 1902 docent, 1907 extra ordinarie professor i Helsingfors och var från 1918 direktör för stadens observatorium. Han arbetade främst inom den teoretiska astronomi och speciellt med perturbationsteorin. 1901 publicerede han således: »Über die Störungen der kleinen Planeten, speciell derjenigen, deren mittlere Bewegung annähernd das Doppelte Jupiters beträgt.«
Sundman blev 1947 utländsk ledamot av Kungliga Vetenskapsakademien.